# 百田光雄
百田 光雄（ももた みつお、1948年9月21日 - ）は、日本の男性プロレスラー。東京都港区出身。血液型A型。個人事務所「リキエンタープライズ」所属。
日本のプロレス界の礎を作った力道山の次男であり、百田義浩の実弟。息子の百田力もプロレスラーである。
全日本プロレスの取締役副社長、プロレスリング・ノアの取締役副社長を歴任した。

## 経歴

### 生い立ち
力道山の息子として兄の義浩と共にスパルタ教育を受けた。「水泳の練習と称して水深2メートルのプールに放り込まれ、何度も沈んで浮き方を覚えた」「スキーに行けばボーゲンもできない状態で最上級コースを滑らされて大怪我をしたこともあった」などのエピソードがある。ただ、先述のスキーで骨折した際には寝ずに看病してくれたとのことである。

### 全日本プロレス
森村学園を卒業後、1968年2月に日本プロレスに入門。デビュー戦は1970年11月17日で相手は新海弘勝。
アントニオ猪木が日本プロレスを除名された直後の1972年初旬に、芳の里社長ら日本プロレスの体質に嫌気が差して日本プロレスを退社。退団後しばらくはリキ・アパートのフロント係やプールの監視員をしながらトレーニングを続け、同年10月に全日本プロレスの旗揚げに参加すると同時に再デビュー、1974年2月にはメキシコに初遠征。当地でのリングネームは「リキドーセン・セグンド（リキドーザン2号）」。日本凱旋試合となった力道山十三回忌追善特別大試合において、日本では初めてとなるトペ・スイシーダを公開、ジュニアヘビー級戦線で活躍する。1980年には兄・義浩がデビューし、兄弟タッグも組んだ。
長らく第1試合で若手選手の壁として立ちはだかり、「6時半の男」と称され人気を博した。1989年4月20日～大阪府立体育会館、15分12秒体固めで仲野信市を破り世界ジュニアヘビー級王座を獲得。40歳にして初めてチャンピオンとなり、その後2度防衛。1990年代からはジャイアント馬場・ラッシャー木村らとファミリー軍団を結成。永源遙・大熊元司ら悪役商会との試合が中心となり、このカードは「休憩前のメインイベント」といわれ人気を博した。

### プロレスリング・ノア
2000年6月に三沢光晴らとともに全日本プロレスを退団。兄でフロントの義浩と共にプロレスリング・ノアへ移籍し、副社長に就任した。ノアではラッシャー木村・永源遙と「ファミ悪」の流れを汲んだ試合が多く、木村の長期欠場（後に引退）以後は永源とのシングル戦が名物になった。永源戦は2004年7月10日のノア初となる東京ドーム大会の第1試合でも組まれた。
前座での試合が多かったが、力道山没後40年追悼興行として行われた2003年12月11日の大会では菊地毅と組んで丸藤正道&KENTAが持つGHCジュニアヘビー級タッグ王座に挑戦。2004年2月15日、新日本プロレス両国国技館大会に乗り込みメインイベントで獣神サンダー・ライガーが持つGHCジュニアヘビー級王座に挑戦。2006年にはGHCジュニアの挑戦者決定時間差バトルロイヤルに参戦、SUWAと抗争を繰り広げ健在振りをアピールした。
2004年に韓国で製作され、2006年3月に日本上映された『映画・力道山』に、特別協力として名を連ねている。
2009年7月6日には、三沢の死去に伴い開かれたプロレスリング・ノアの臨時株主総会で同社の相談役に退くことが発表されたが、翌7月7日に同社に辞表を提出した。新社長の田上明は当初辞表を受理せず進退を保留したが、結局7月10日の役員会で辞表が受理された。
辞意を示した理由は当初「三沢の後任の社長に小橋建太を推したが認められず、三沢の遺族の要望で田上が社長に就任したこと」としていたが、7月12日に後楽園ホールで開かれたノアの興行に挨拶のため訪れた際には「三沢のお別れ会の日程を仲田龍が独断で勝手に決定し、他の役員は誰も聞いてなかった」「相談役就任は、三沢夫人の委任状を持った早川（早川久夫・同社常務取締役）に言い渡されたが、早川に言われる筋合いはないから」「三井営業部長（三井政司・同社取締役）になってから業績が下がったのに昇進している。こんな馬鹿な人事があるか」など一部の役員を名指しで批判し、役員の間で軋轢があったことを露にした。

### フリー
ノア退団後の動向について、当初フリーのプロレスラーとして現役は続行する考えを示した一方で、後に「引退試合は行いたい」としつつも選手としても身を引く意向と伝えられるなど、現役を続行するかどうかはっきりしない状態が続いていたが、2010年4月に行われる天龍源一郎の自主興行「天龍プロジェクト」への参戦が発表され、当面は現役を続行することが明らかになった。本人はラッシャー木村の持つ現役最年長記録（61歳10か月）の更新を狙っており、「春には引退しようと思っていたけど、7月までやれば（ラッシャー木村が持つ）61歳10か月の最年長記録をクリアできるんです」とその意気込みを語っている。同年8月25日の試合に出場、最年長記録を更新した。
その後、実息・百田力のデビュー（後述）もあり現役続行を決意、インディー団体を中心に出場。2019年2月19日の『ジャイアント馬場没後20年追善興行』では、第1試合のメモリアル・バトルロイヤルに参戦して優勝を果たした。
2021年に肺がん（ステージ4）であることが判明。がん治療の影響による誤嚥性肺炎もあり、2023年までに幾度かの入退院を繰り返すが、生涯現役を誓ってトレーニングを継続。
2024年5月15日、医師からレスラー復帰の許可が下りたことを長男の力がSNSに投稿し近況を伝えた。しかし同年8月には新型コロナウイルス感染症に罹患した上に心臓疾患も見つかり、同年11月現在は階段を昇るのが難しくなる程脚の筋肉が落ちている。

## 得意技
バックドロップ
片腕で相手の胴を抱え込み、もう片方の腕で相手の片足を下からすくい上げるようにクラッチする「抱え込み式」のスタイルで相手を担ぎ上げ、スピーディーに倒れ込んで叩き付ける。その動きから「急降下式バックドロップ」とも呼ばれる。
袈裟切りチョップ
父・力道山の得意技で、継承した。ここ一番の重要局面で見せる。相手の頚動脈や首の根元の横側、鎖骨あたりを狙って、上から振り下ろすように放つチョップ。
トペ・スイシーダ
リング外で立っている相手に対し、リング内から走ってロープの間をすり抜けて飛んでいき、正面から体当たりする技。ルチャ・リブレ発祥の技で、日本国内で百田が初めて披露したことで知られる。
手拍子付き連続チョップ
相手の胸板にチョップスマッシュを連続して叩き込む。叩き込みながら相手をコーナーポストに押し込んでいき、コーナーを背にして逃げられないようにしたあと、さらに打ちこんでいく。チョップが打ちこまれるのに合わせて、観客が手拍子を鳴らすのが定番になっており、それが技名称の由来。
ドリル・ア・ホール・パイルドライバー
大きな試合の終盤で見せる大技。
各種押さえ込み・丸め込み技
大きな試合ではない、普段の試合でのフィニッシュでは、前述のバックドロップのほかに、さまざまな押さえ込み・丸め込み技をフィニッシュとして使用することが多い。よく使用されるのは、サムソン・クラッチ、飛び付き式ローリング・クラッチ（前方回転エビ固め）、スクール・ボーイ（横入り式エビ固め）、バック・スライド（逆さ押さえ込み）、スモール・パッケージ・ホールド（首固め）など。

## 入場曲
- Gonna Fly Now（ロッキーのテーマ）（メイナード・ファーガソン）

## タイトル歴
全日本プロレス
- 世界ジュニアヘビー級王座（第8代）
- 新春バトルロイヤル 優勝（1976年）
- ジャイアント馬場メモリアル・バトルロイヤル 優勝（2019年）

東京愚連隊
- 東京インターコンチネンタルタッグ王座（第3代）（W / 力）

## エピソード
- 還暦の際のインタビューでニンテンドーDSの脳内年齢測定ソフトで声とテストによる測定をしたところ、声と本体の相性があまりにも悪かったために「測定不能」となる。
- 怒ると「ジジィをなめんなよ！」と叫ぶ。
- 日本国内で初めてトペ・スイシーダを使用したレスラー、メキシコからトペ・スイシーダを持ち込んだレスラーとして著名である。
- 全日本時代からTV中継（全日本プロレス中継、プロレスリング・ノア中継）では解説も担当していた。担当している際は「要するに」が口癖で普段は終始冷静だが、試合中に選手が大技を繰り出すと「おおっ！」や「あーっ！」という大声を発することもある。
- 実息・百田力がノアに練習生として入門するもプロテストに不合格となりデビューには至っていなかったが、2012年5月23日「天龍プロジェクト「R-1」 Request TENRYU PROJECT 7」で百田と対戦した折原昌夫に挑発され、リングに姿をあらわし、これに呼応したことから近いうちにリングデビューを飾る可能性も浮上した、折原のメビウス道場にて修行[20][21]、2013年12月16日に開催された「力道山没50年メモリアル興行“プロレスの力”」にて、リングネームを「力（ちから）」にしデビューした[22]。
- 力道山の後妻である田中敬子とは、1980年代以降ほぼ絶縁状態だという。本人は2024年に、メディアの取材に対し「彼女に悪気がないこともよく分かる。でも、僕らは彼女にさんざん振り回された」として「僕はもう関わりたくない」と語っている[19]。

## 著書
- 『父・力道山：初めて明かす父の実像、父への愛』 百田義浩共著、勁文社〈ケイブンシャブックス〉、1983年。ISBN 978-4766901269

同文庫版 小学館〈小学館文庫〉、2003年。ISBN 978-4094058611